# Adenilson Rocha
Adenilson Aparecido Firmino da Rocha (Colíder, 8 de março de 1980) é um político e empresário brasileiro, filiado ao PSDB. Foi vereador em Sinop e, em 2023, assumiu pela primeira vez o cargo de deputado estadual pela Assembleia Legislativa de Mato Grosso. 

## Início de vida e formação
Adenilson Rocha nasceu em Colíder e passou a residir em Sinop aos três meses de idade.

## Carreira política
Em 2016, elegeu‑se vereador de Sinop, com 1 619 votos (5.º mais votado).  
Em 2020, foi reeleito vereador, sendo o mais votado, com 1 647 votos.
Em 2022, candidatou‑se a deputado estadual e obteve 19 800 votos, sendo eleito para a legislatura 2023–2027. Sendo o vereador mais votado em Sinop com 17 mil votos.
Em 2023 foi candidato a vice-prefeito de Sinop na chapa da Mirtes Grotta, conhecida como Mirtes da Transterra.

### Mandato na Assembleia Legislativa
Assumiu o mandato em 1.º de fevereiro de 2023.  
Em 12 de março de 2025, assumiu suplência em substituição ao deputado Carlos Avallone.  
Em 16 de abril de 2025, voltou a ocupar suplência durante licença do deputado Faissal Calil, exercendo mandato por 121 dias.